# Animal Show
Jim Henson's Animal Show with Stinky and Jake (JHAS) è un programma televisivo statunitense prodotto dagli stessi creatori dei Muppet, che insegna i modi di vivere degli animali, grazie anche ai numerosi filmati e ai vari pupazzi ospiti del Talk Show. Il programma è condotto da due animali Muppet, Jake l'orso polare e Stinky la puzzola. I presentatori invitano ad ogni puntata due ospiti animali che hanno qualche cosa in comune; ogni ospite porta con sé un filmato in cui viene raccontato il modo di vivere della sua specie. Altri presentatori sono Armstrong il falcogallo, Bunnie l'orsetta, Ollie il tapiro, Tizzy l'ape ed Yves St. LaRoache la blatta. Nelle altre serie si sono aggiunti Rhonda il ratto reporter e Dullard l'oritteropo.
Il programma è stato trasmesso negli Stati Uniti nel canale Fox dal 1994 al 1996, dopo su Animal Planet nel 1997 sono stati trasmessi altri nuovi 26 episodi. In Italia invece tutte le serie sono state trasmesse sulla RAI, prima nel 1994 su Rai 2 e dopo fino al 2001 su Rai 1 nel programma La Banda dello Zecchino.

## I presentatori
- Jake l'orso polare
- Stinky la puzzola Americana
- Bunnie l'orsetta bruna
- Armstrong il falcogallo
- Ollie il tapiro
- Tizzy l'ape
- Yves St. LaRoache la blatta
- Dullard l'oritteropo
- Rhonda il ratto reporter
- Il cameraman pinguino

## Episodi
Prima edizione:
- Il ghepardo e la gazzella (Swifty e Tommy)

Trama: Stinky sa della differenza tra predatori e prede, ed è preoccupato che un ospite possa mangiarsi l'altro.
- Il delfino e il megachirottero (Fluke e Leah)

Trama: Stinky pensa di essere mediocre davanti agli ospiti. Così cerca di fare più di 40 suoni diversi, lo stesso numero di un delfino può fare.
- Il koala e lo struzzo (Flora e Lydia)

Trama: A Stinky gli manca la madre, e decide di invitarla allo Show.
- Il caimano e l'armadillo (Sly e Dooley)

Trama: Stinky decide di possedere una corazza per essere più protetto.
- L'oritteropo e il camaleonte (Arlene e Chaz)

Trama: Le formiche provenienti dalla cucina di Eve invadono il set dello Show.
- L'elefante e il licaone (Ringo e Eugene)

Trama: Stinky e Jake provano vari modi per mantenersi freschi.
- Il leone e la zebra (Chuck e Randall)

Trama: Stinky diventa patito per il circo quando viene a conoscenza che l'ospite della puntata è il leone. 
- Il serpente a sonagli e la puzzola (Victor e Stinky)

Trama: Jake è in ritardo, così Stinky invita il serpente a sonagli come ospite, e si autoinvita sapendo che entrambi hanno particolari metodi di difesa.
- Lo gnu e la tartaruga marina (Frankie e Chauncey)

Trama: Stinky vuole compiere una migrazione, vedendola come una vacanza.
- Lo squalo e il leone marino (Achille e Slick)

Trama: Stinky si spaventa alla vista del primo ospite marino e incita Jake a tenere una palla in equilibrio sul naso (cosa che Slick il leone marino non farebbe).
- il rinoceronte e il gorilla (Harry e Lenny)

Trama: Stinky pensa di essere l'ultima puzzola sulla terra, ma Jake lo incoraggia spiegando che tutte le puzzole non sono mai sole.
- La lontra marina e l'avvoltoio (Plunk e Guffrey)

Trama: Stinky ha paura che Guffrey l'avvoltoio (uno degli ospiti animali in grado di aprire con facilità i gusci di piccoli animali) possa mangiarselo.
- Il gufo e il polpo (Hillary e Octavio)

Trama: Stinky dà a Jake un nuovo paio di occhiali, in modo da poter tenere il passo con gli ospiti dello Show, il gufo e il polpo (noti per la grandezza dei loro occhi).
- Il pinguino e il kiwi (Charlotte e  Clive)

Trama: Stinky decide di insegnare agli ospiti a volare.
- La giraffa e il bradipo (Alexis e Lamont)

Trama: Stinky cerca di impedire agli ospiti di mangiarsi il suo amico (un albero in vaso) sostenendo che facciano male agli alberi.
- La tigre e il coleottero tigre (Jared e Nippy)

Trama: Stinky prova a essere feroce, vedendo che le tigri e i coleotteri tigre aspettano che le loro prede si avvicinano per poi balzargli addosso.
- Il procione e l'orso polare (Rhonda e Jake)

Trama: Jake si dimentica di invitare un altro ospite a lui stesso. Armstrong viene quindi inviato a cercare un altro animale che possa rendersi partecipe allo Show, e trova un procione (che come l'orso polare, è esperto nel cercare cibo nei dintorni).
- Il castoro e il ragno (Morton e Rudy)

Trama: Stinky e Jake invitano due famosi animali costruttori.
- Il lupo e il babbuino (Johnny e Bosko)

Trama: Stinky e Jake invitano due animali che vivono in gruppi famigliari.
- Il canguro e la raganella (Kasey e Leapovitch)

Trama: Stinky e Jake invitano due animali salterini, un canguro e una raganella. Questo convince Stinky a essere deciso di provare a saltare molto in alto. 
- Il tricheco e il cinghiale (Bubba e Bernice)

Trama: Stinky e Jake invitano due buffi animali con le zanne: un tricheco e un cinghiale.
- L'orso grizzly e il riccio (Vernon e Hetty)

Trama: Gli ospiti di Stinky e Jake sono un orso grizzly (cugino di Jake) e un riccio, due animali che vanno in letargo durante l'inverno. Stinky si cimenta nell'ibernazione, indossando un berretto da notte durante lo Show. Impara poi che gli orsi grizzly non hanno bisogno di mangiare quando vanno in letargo, e che i ricci hanno bisogno di un sacco di cibo prima di svernare.
- Il mostro di Gila e il ratto canguro (Gabi e Cool)

Trama: Gli ospiti di Stinky e Jake sono Gabi il mostro di Gila e Cool il ratto canguro, due animali del deserto. A Stinky non piace l'idea di vivere nel deserto, così porta un ventilatore e dell'acqua fresca per gli ospiti.
- Il bighorn e il cervo (Rocky e Robert)

Trama: Stinky e Jake invitano due animali dotati di grandi corna.
- Il tasso e il coniglio (Humphrey e Sean)

Trama: A causa del fatto che gli ospiti presenti sono animali scavatori, Stinky decide di costruire una tana per Jake.
- Il lamantino e il lemure (Blanche e Billy Bob)

Trama: Affascinato dalle code degli ospiti presenti, Stinky decide di fabbricare una coda per Jake.
Seconda edizione:
- Lo scimpanzé e la iena (Trudy e Lazlo)

Trama: Jake introduce sua cugina Bunny l'orsetta bruna a essere d'aiuto nello Show. La puntata si concentra sugli animali che vivono in famiglia, lo scimpanzé (la cui famiglia è una colonia) e la iena (la cui famiglia è un clan). 
- La balena e la formica soldato (Inidra e Nemets)

Trama: Stinky e Jake apprendono tutto sulle dimensioni da una grande balena e una piccola formica soldato.
- La tarantola e la talpa (Natasha e Morely)

Trama: Stinky ha intenzione di invitare gli ospiti a visitare la sua tana sotto il set dello Show. Ma quando viene a sapere che le tarantole sono velenose, decide di non invitare Natasha la tarantola. Intervista quindi Morely la talpa e guardano il video attraverso un periscopio.
- Il rospo e l'elefante marino (Bufo e Monty)

Trama: Stinky e Jake apprendono da un rospo e un elefante marino tutto sulla loro costituzione formosa.
- La volpe artica e il cammello (Zack e Doreen)

Trama: Quando viene a sapere che gli ospiti sono animali abituati a climi diversi, Stinky e Bunny sistemano il termostato, in modo che sia freddo come nell'Artico e caldo come nel deserto.
- L'ippopotamo e il bufalo (Phoenicia e Travis)

Trama: Quando viene a sapere che Phoenicia l'ippopotamo e Travis il bufalo sono qui, Stinky costruisce una gabbia per proteggere lui stesso e Jake da loro. Purtroppo la gabbia finisce per intrappolare entrambi.
- La vespa e la sula dalle zampe blu (Winnie e Milton)

Trama: Affascinato dagli ospiti così colorati, Stinky decide di rendere Jake più colorato possibile.
- L'antilope e l'alce (D'kembe e Ralph)

Trama: Nella seconda puntata sull'argomento delle corna, Stinky vuole unirsi ad un club di cui gli altri personaggi sono membri e ottenere il suo cappello cornuto.
- L'iguana marina e l'uccello corridore (Nico e Rudy)

Trama: Nico l'iguana marina e Rudy l'uccello corridore sono noti per le loro capacità. Quando Jake racconta la storia sull'orso polare pattinatore, Stinky e gli altri provano a pattinare sul ghiaccio. 
- Il bisonte e il bue muschiato (Custer e Monica)

Trama: Ispirato dalle parole di Custer il bisonte e Monica il bue muschiato, Stinky discute con Jake sul fatto di viaggiare in gruppo con gli altri personaggi.
- L'orango e il potto (Jackie e Lulu)

Trama: Stinky decide di comprare un albero, in modo da poter vivere su di esso come gli ospiti della puntata.
- La cicogna e l'uccello dal becco a scarpa (Margaret e Wingo)

Trama: Stinky e Jake devono scambiarsi di posto con Armstrong il falcogallo e Bunny l'orsetta, poiché ne l'orso polare ne la puzzola sanno nulla sui becchi e Armstrong ne è un orgoglioso esperto di becchi.
- Il cavallo selvaggio e la lepre dei vulcani (Perry e Alicia)

Trama: Al compleanno di Bunny, Stinky e Jake imparano come il cavallo selvaggio e la lepre dei vulcani siano specie estinte in natura.
Terza edizione:
- La tigre siberiana e la renna (Sasha e Andrew)

Trama: Stinky e Jake sospettano che gli ospiti provenienti dal Nord abbiano a che vedere con Babbo Natale.
- Il granchio e la chiocciola (Cornelius e Alicia)

Trama: Ispirandosi agli ospiti dotati di guscio, Stinky pensa di poter possedere un guscio per lui e per Jake.
- Il barbagianni e la rana (Timothy e Mavis)

Trama: Dal momento che lo Show presenta due animali notturni, Stinky decide di spegnere le luci sul set durante l'introduzione. Stinky e Jake imparano su come i barbagianni amano il buio, su come vivono le rane, che anche loro vanno in letargo, e che ci sono più di 4000 specie di rane. Tuttavia, considerando che Jake non è notturno, Stinky si stanca durante lo Show.
- L'elefante Indiano e l'uomo (Maxine e Dave)

Trama: Stinky e Jake apprendono tutto sull'elefante Indiano e imparano anche a conoscere gli uomini.
- Il pellicano e il fenicottero (Paul e Julie)

Trama: Jake viene a sapere dalla madre di Stinky che suo figlio "mangia come un maiale" e decide di trovare un modo per farlo mangiare come fanno tutti in quanto la puntata spiega come i pellicani e i fenicotteri mangiano il loro cibo.
- Il facocero e il babbuino verde (Warren e Alana)

Trama: Jake vuole visitare il sottobosco da quando ha notato la presenza degli ospiti della puntata.
- Il topo (Stanley)

Trama: Stinky invita Stanley il topo ad una festa, solo per scoprire troppo tardi che tre degli invitati (un gufo, un serpente e una volpe) sono cacciatori di topi.
- Il varano e il coccodrillo (Vic e Frankie)

Trama: Dopo che Jake è stato colpito da un sacco di sabbia appeso ad un albero, Stinky decide di avere uno degli ospiti come guardia del corpo di Jake, Vista la sua pelle dura.
- L'albatros e il colibrì (Molly e Harvey)

Trama: Affascinato dalle ali degli ospiti, Stinky si crea delle ali tutte sue. Ma quando nota che sono troppo grandi per lui le dà a Jake.
- La megattera (Andrew)

Trama: Stinky e Jake intervistano Andrew la megattera in un serbatoio che perde (che è stato dato loro dallo zio di Stinky) e che inizia lentamente a inondare il set.
- La scimmia ragno e il lemure catta (Hector e Mel)

Trama: Ispirato dagli ospiti arboricoli, Stinky decide di allenare Jake nell'ascensione arboricola sincronizzata.
- L'ape e il possum del miele (Barry e Priscilla)

Trama: Armstrong è allergico ai fiori dal momento che gli ospiti della puntata sono abituati al nettare. Le cose peggiorano quando Stinky e Jake vengono a sapere che se non vinceranno il premio per il miglior Show condotto da animali (soprattutto da puzzole e orsi polari), i giudici presenti (un coccodrillo, un bufalo e un avvoltoio) li mangeranno.
- Il calabrone e la formica (Max e Morris)

Trama: Dal momento che gli ospiti della puntata vivono in diverse colonie, ognuno di essi tende ad interrompere quello di un altro parlando della loro specie.
- Il coyote e la volpe rossa (Bart e Virginia)

Trama: Stinky decide di invitare gli ospiti della puntata ad una festa, sapendo che sono dei grandi festaioli.
- Il topo cavalletta e l'ermellino (Galahad e Stella)

Trama: Quando Jake dice che gli ospiti presenti sono un po' viziati, Stinky pensa che Jake abbia invitato un leone e una tigre, solo per scoprire che gli ospiti sono in realtà un topo cavalletta e un ermellino.
- Il pesce (Larry)

Trama: Stinky e Jake apprendono tutto sui pesci grazie a Larry il pesce
- Il pica e il camoscio (Perla e Charlie)

Trama: Quando viene a sapere che gli ospiti presenti sono animali di montagna, Stinky e Dalla l'oritteropo portano uno sfondo raffigurante un ambiente montano, in modo da farli sentire a casa.
- L'aquila dalla testa bianca (In questo episodio compare come ospite speciale Sam l'aquila, uno dei personaggi del Muppet Show)

Trama: La puntata ha come soggetto l'aquila dalla testa bianca, e Sam l'aquila ne è ospite. Tuttavia, Armstrong è sconvolto dal fatto che egli non è riuscito a partecipare come ospite.
- Il giaguaro e la tartaruga (Jasper e Penelope)

Trama: Stinky decide di staccarsi dalla catena alimentare e di formare una resistenza contro di essa. Intanto, intervistando gli ospiti presenti, Jake viene a conoscenza che la catena alimentare viene infranta solo quando un animale si estingue.
- Il becco a spatola e il salmone (Julius e Yorick)

Trama: Ispirandosi agli ospiti migratori, Stinky decide di migrare con uno di loro.
- La scimmia colobo e lo scoiattolo volante (Cody e Quincy)

Trama: Due animali ospiti nello Show sono noti per la loro capacità di saltare sugli alberi per lunghe distanze. Quando Cody la scimmia colobo inizia a saltare sopra di loro, Stinky e Jake iniziano a preoccuparsi che possa cadere in testa a loro.
- Il serpente (Kiki)

Trama: Stinky e Jake imparano tutto sui serpenti da Kiki il serpente. Stinky chiede se anche lui può ingoiare uno come Jake. verso la fine della puntata, si scopre che Kiki ha inghiottito Jake solo per farlo ricomparire. 
- Il bucero e il picchio (Ortensia e Winston)

Trama: Quando viene a conoscenza degli ospiti presenti, Armstrong il falcogallo decide di provare diversi becchi per vedere quale gli piace.
- La lontra gigante e il visone (Sandy e Melanie)

Trama: Bunny vorrebbe che ci fossero ospiti femminili, così invita Stinky e gli ospiti di Jake per un pigiama party.
- La mangusta e l'uccello segretario (Ernie e Kyle)

Trama: Dal momento che gli ospiti nello Show sono cacciatori di serpenti, uno di essi, Ernie la mangusta, diventa un fastidio per Stinky e Jake quando decide di rendere lo Show migliore in maniera un po' esagerata.
- Il gorilla di pianura e il leone Asiatico (Gilda e Malcolm)

Trama: Nella puntata a tema sulle famiglie, Stinky e Jake scoprono come i gorilla di pianura e i leoni asiatici vivono in grandi gruppi.